# Harpalyce villosa
Harpalyce villosa là một loài thực vật có hoa trong họ Đậu. Loài này được Britton & Wilson miêu tả khoa học đầu tiên.